# حمى مجهولة المنشأ
الحمى مجهولة المنشأ أو الحمى مجهولة السبب، حالة تشير إلى وجود حرارة مرتفعة لدى المريض على الرغم من عدم عثور الطبيب الذي شخّص الحالة على سبب أو تفسير لذلك.
إذا تم تحديد السبب، فإن ذلك يعتبر إقصاء أي تحييد كافة الاحتمالات حتى يبقى تفسير واحد فقط وأخذه على أنه التفسير الصحيح.

## التعريف
عام 1961، اقترح بيترسدوف وبييسون المعايير التالية:
- حرارة أعلى من 38.3 درجة مئوية (101 فهرنهايت) في عدة حالات
- البقاء دون تشخيص لفترة 3 أسابيع على الأقل
- تشخيص في المستشفى لمدة لا تقل عن أسبوع

ثمة تعريف جديد أوسع يعكس الممارسات الطبية الحالية، وينص على:
- 3 زيارات لمرضى خارجيين
- 3 أيام في المستشفى دون توضيح السبب
- أسبوع من التشخيص الباضع[2]

في الوقت الحاضر، يتم تسجيل حالات الحمى مجهولة السبب في أربعة تصنيفات فرعية.

### تصنيفات الحمى مجهولة المنشأ
ترتكز هذه التصنيفات على تصنيف بيترسدورف وبييسون الأصلي. وتشير الدراسات إلى وجود 5 فئات وشروط:
- عدوى (كالخراج والتهاب الشغاف والسل، وعدوى الجهاز البولي
- أورام (كالأورام الليمفاوية وابيضاض الدم)
- أمراض النسيج الضام (كالتهاب الشرايين الصدغي وألم العضلات الروماتيزمي وأمراض البالغين المستمرة والذئبة الحمامية الشاملة والتهاب المفاصل الروماتويدي)
- اضطرابات متنوعة (كالتهاب الكبد الكحولي والحالات الحُبيبيّة)
- حالات غير مشخّصة[1][3]